# Madeleine Amgwerd

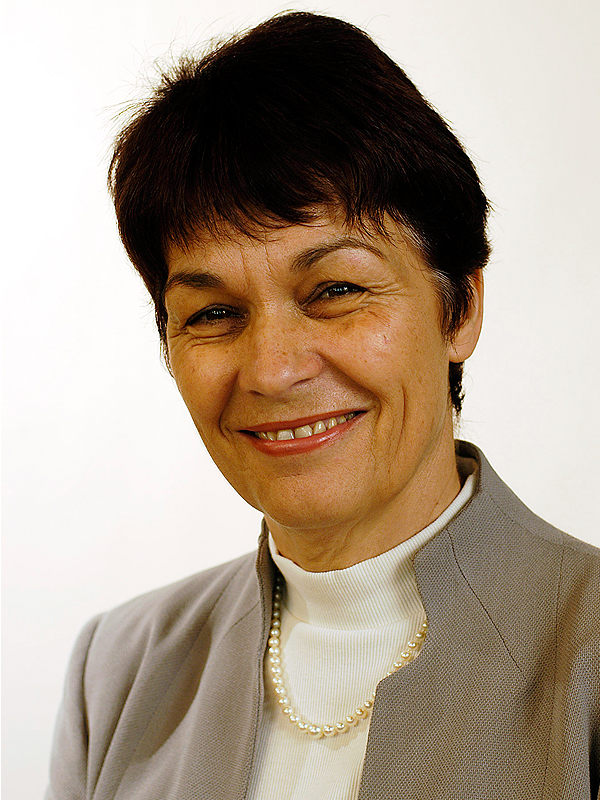
Madeleine Amgwerd

Madeleine Amgwerd (* 1. August 1946 in Biel/Bienne, heimatberechtigt in Sattel und Schwyz) ist eine Schweizer Politikerin (CVP).

## Leben
Amgwerd begann ihre politische Laufbahn als Stadtparlamentarierin von Delsberg in den Jahren 1985 bis 1995. Danach gehörte sie 1996 bis 2003 der Stadtregierung an. Ab 1999 war sie im Kantonsparlament des Kantons Jura, das sie im Jahr 2003 präsidierte. 1998 bis 2006 war sie Präsidentin der CVP Frauen Jura sowie seit 2009 Vizepräsidentin der CVP Frauen Schweiz. Vom 1. Dezember 2003 bis zum 2. Dezember 2007 war sie Mitglied des Ständerates.
Madeleine Amgwerd ist studierte Theologin, verheiratet und hat drei Kinder.